# Sierd Geertsma
Sierd Geertsma (Appelscha, 16 juli, 1896 - Haulerwijk, 21 oktober 1985) was een Nederlandse kunstschilder, aquarellist en tekenaar. 

## Leven en werk
Geertsma werd in 1896 in Appelscha geboren als zoon van de huisschilder Tjeerd Geertsma en van Wietske de Vries. Hij werd opgeleid aan de Academie Minerva te Groningen. Hij kreeg les van Arnold Willem Kort. Hij was enige tijd werkzaam als reclameontwerper. Ondanks zijn handicap, hij had maar twee vingers, ontwikkelde hij zich tot een schilder van het Friese landschap. Vooral het gebied rond zijn woonplaats Appelscha heeft hij vastgelegd in schilderijen, houtsneden en etsen. Als onderwerpen koos hij voor het afbeelden van figuren, boeren, landschappen en stillevens. Daarnaast maakt hij onder meer affiches voor de geheelonthoudersbeweging.
Behalve schilder was Geertsma ook dichter. Hij schreef verzen in het Fries.
Werken van Geertsma bevinden zich in de collectie van het Fries Museum in Leeuwarden. Een omvangrijke collectie schonk hij aan het museum It Bleekerhûs (het huidige Museum Dr8888) in Drachten.
In de tentoonstelling "Monet & Van Gogh van Friesland" van het Museum Dr8888 zijn meer dan 150 werken tentoongesteld van Geertsma en van zijn collega schilder Ids Wiersma.